# Kanton Châlons-en-Champagne-3
Châlons-en-Champagne-3 is een kanton van het departement Marne in Frankrijk. Het kanton maakt deel uit van de arrondissementen Châlons-en-Champagne en Vitry-le-François. Het telde 25 408 inwoners in 2017.

## Gemeenten
Het kanton omvatte tot 2014 de volgende gemeenten:
- Châlons-en-Champagne (deels, hoofdplaats)
- Compertrix
- Coolus
- Fagnières
- Saint-Gibrien

Door de herindeling van de kantons bij decreet van 21 februari 2014, met uitwerking in maart 2015, werd het kanton uitgebreid en ook het grondgebied binnen de stad gewijzigd. Vanaf 2015 omvat het kanton bijgevolg :
- Breuvery-sur-Coole
- Bussy-Lettrée
- Cernon
- Châlons-en-Champagne (deels, hoofdplaats)
- Cheniers
- Cheppes-la-Prairie
- Chepy
- Coupetz
- Coupéville
- Dampierre-sur-Moivre
- Dommartin-Lettrée
- Écury-sur-Coole
- L'Épine
- Faux-Vésigneul
- Francheville
- Le Fresne
- Haussimont
- Lenharrée
- Mairy-sur-Marne
- Marson
- Moivre
- Moncetz-Longevas
- Montépreux
- Nuisement-sur-Coole
- Omey
- Pogny
- Saint-Étienne-au-Temple
- Saint-Germain-la-Ville
- Saint-Jean-sur-Moivre
- Saint-Martin-aux-Champs
- Saint-Memmie
- Saint-Quentin-sur-Coole
- Sarry
- Sogny-aux-Moulins
- Sommesous
- Soudé
- Soudron
- Togny-aux-Bœufs
- Vassimont-et-Chapelaine
- Vatry
- Vésigneul-sur-Marne
- Vitry-la-Ville